# 尤里耶夫波利斯基
56°30′N 39°41′E / 56.500°N 39.683°E
尤里耶夫波利斯基（俄语：Ю́рьев-По́льский）是俄羅斯弗拉基米爾州尤里耶夫波利斯基區的一個城市，位於州的西北部，距弗拉基米爾西北68公里。2002年人口19,906人。
1152年由莫斯科大公尤里·多爾戈魯基建立 （即城名的前半段，後半部的意思是「田野上」），1778年設市。

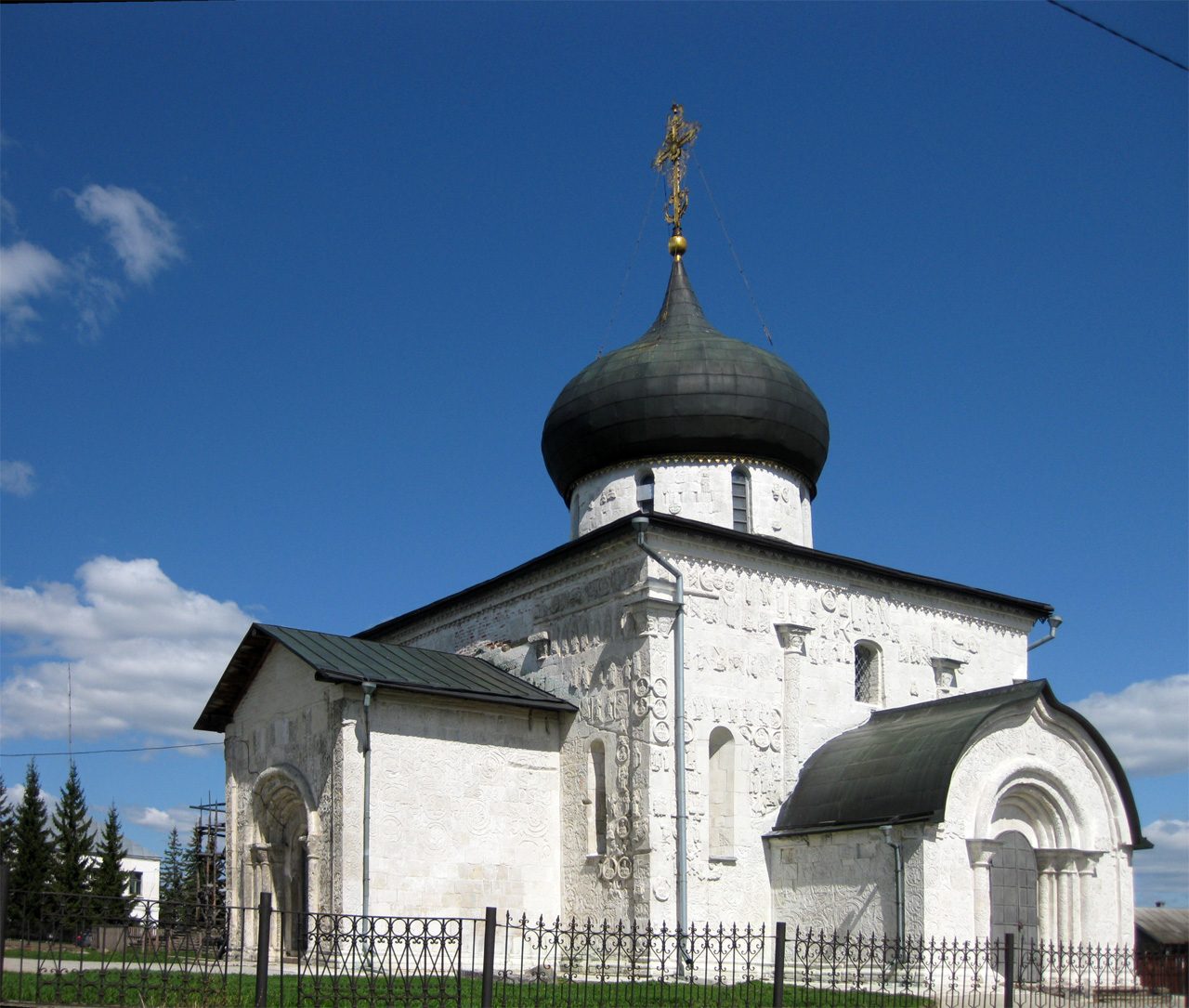
聖喬治主教座堂，建於1230-1234年，是最後一座蒙古入侵俄羅斯前興建的石造建築

## 友好城市
- 摩尔多瓦亨切什蒂